# Liberal Party
Die Liberal Party [ˈlɪbəɹəl ˈpɑːti] war eine politische Partei in Großbritannien. Sie ging in den 1830er Jahren aus der Whig Party und den sogenannten Radikalen hervor, zu denen sich später noch die Anhänger von Sir Robert Peel gesellten. Im britischen Zweiparteiensystem war sie neben der Conservative Party die reformerischere politische Kraft, die außerdem den Freihandel befürwortete. Sie wechselte sich bis 1922 mit den Konservativen in der Regierung ab. In den nachfolgenden Jahrzehnten verlor die Liberal Party schrittweise an Bedeutung, 1988 vereinigte sie sich schließlich mit der Social Democratic Party zu den Liberaldemokraten.
Heutzutage existiert in Großbritannien eine Liberal Party, die von Gegnern der Fusion mit der Social Democratic Party gebildet wurde. Es handelt sich aber rechtlich um eine neue Organisation, nicht um die Rechtsnachfolgerin der in der Vereinigung aufgegangenen Liberal Party.

## Geschichte
Die Abspaltung der Liberal Unionist Party über die Frage der irischen Selbstregierung schwächte die Liberalen. Nachdem der konservative Premierminister Arthur Balfour 1905 sein Amt zur Verfügung stellte, kamen die Liberalen unter ihrem Führer Henry Campbell-Bannerman erneut an die Macht. Bei den nachfolgenden Wahlen 1906 konnten sie eine große Mehrheit erringen. Nach dem Tod Campbell-Bannermanns wurde der bisherige Schatzkanzler Herbert Henry Asquith sein Nachfolger. Das Aufkommen der Labour Party allerdings entzog den Liberalen Schritt für Schritt ihre Wähler in der Arbeiterschaft, und sie wurde von der Arbeitspartei in der Rolle der zweiten großen Partei abgelöst. Vor Gründung der Labour Party im Jahr 1900 kandidierten Vertreter der Arbeiterschaft, das heißt der Trade Unions, für die Liberalen zu den Unterhauswahlen (Lib Lab).
1931 kam es zur Abspaltung der National Liberal Party. Nach dem Zweiten Weltkrieg erreichte ihr Wähleranteil einen Tiefpunkt; dann erholte er sich. Wegen des Mehrheitswahlrechts konnten die Liberalen allerdings trotz eines Stimmanteils von teilweise nahezu 20 % landesweit nur wenige Sitze im britischen Unterhaus erringen.
Bei den Unterhauswahlen von 1983 und 1987 bildeten die Liberals zusammen mit der von der Labour Party abgespaltenen Social Democratic Party eine Wahlallianz (The Alliance). 1988 vereinigten sich schließlich die beiden Parteien zu den Liberal Democrats.

## Liberal Vorsitzende von 1859 bis 1988

### Liberale Vorsitzende im House of Commons von 1859 bis 1916
1859–1865: Henry John Temple, 3. Viscount Palmerston
1865–1875: William Ewart Gladstone
1875–1880: Spencer Compton Cavendish
1880–1894: William Ewart Gladstone
1894–1898: William Vernon Harcourt
1899–1908: Henry Campbell-Bannerman
1908–1916: Herbert Henry Asquith (1925)

### Vorsitzende der Liberal Party von 1916 bis 1988
- 1916–1926 Herbert Henry Asquith

- 1919–1920 Donald MacLean (kommissarischer Vorsitzender)

- 1926–1931 David Lloyd George
- 1931–1935 Herbert Samuel
- 1935–1945 Archibald Sinclair
- 1945–1956 Clement Davies
- 1956–1967 Jo Grimond
- 1967–1976 Jeremy Thorpe
- 197600000 Jo Grimond
- 1976–1988 David Steel

## Wahlergebnisse (seit 1970)

### Unterhauswahlen
| Wahl              | Stimmen   | %    | Mandate  |
| ----------------- | --------- | ---- | -------- |
| Wahl 1970         | 2.117.035 | 7,5  | 6 / 630  |
| Wahl Februar 1974 | 6.059.519 | 19,3 | 14 / 635 |
| Wahl Oktober 1974 | 5.346.704 | 18,3 | 13 / 635 |
| Wahl 1979         | 4.313.804 | 13,8 | 11 / 635 |
| Wahl 1983 a       | 4.273.146 | 13,9 | 17 / 650 |
| Wahl 1987 a       | 4.173.450 | 12,9 | 17 / 650 |

### Europawahlen
| Wahl              | Stimmen   | %    | Mandate |
| ----------------- | --------- | ---- | ------- |
| Europawahl 1979   | 1.690.638 | 12,6 | 0 / 81  |
| Europawahl 1984 a | 1.358.169 | 9,3  | 0 / 81  |